# Heliacus turritus
Heliacus turritus is een slakkensoort uit de familie van de Architectonicidae. De wetenschappelijke naam van de soort is voor het eerst geldig gepubliceerd in 1987 door Bieler.